# Ан, Михаил Иванович
Михаил Иванович Ан (19 ноября 1952, колхоз имени Я. М. Свердлова, Верхнечирчикский район, Ташкентская область, Узбекская ССР — 11 августа 1979, близ Днепродзержинска, Украинская ССР) — советский футболист, полузащитник, мастер спорта СССР международного класса (1976).

## Биография
Кореец по национальности. Как и старший брат Дмитрий, воспитанник детской команды колхоза им. Свердлова. Первые тренеры — Н. А. Ким и А. С. Лян. В 1968 году был зачислен в ташкентскую школу-интернат спортивного профиля имени Г. Титова. Начало карьеры провёл в клубе «Политотдел» Ташкентская область, со второго круга чемпионата 1971 года стал играть в «Пахтакоре».
Ана называли одним из наиболее ярких представителей нового поколения узбекского футбола. В его игре отмечали высокую мобильность, хорошее игровое мышление, взаимопонимание с партнерами, сильный и точный удар
В высшей лиге чемпионата СССР провёл 138 матчей, забил 30 мячей. В 1974 и 1978 годах входил в список 33 лучших футболистов сезона в СССР на третьем месте.
Капитан сборной СССР — чемпиона Европы среди молодёжных команд (1976). За сборную СССР провёл 2 матча.
На 27-м году жизни погиб вместе с командой «Пахтакор» в авиакатастрофе над Днепродзержинском. Ан был травмирован и не мог сыграть в Минске с «Динамо», на матч с которым летел «Пахтакор», но партнёры по команде уговорили Ана полететь с ними. Похоронен в колхозе имени Я. М. Свердлова под Ташкентом.
Награждён медалью «Шухрат» (2006, посмертно).
Сын Дмитрий (род. 1974) — футболист, тренер в академии «Пахтакора».